# Jouni Grönman
Jouni Johannes Grönman (ur. 17 maja 1962 w Pori) – fiński sztangista, brązowy medalista olimpijski na igrzyskach w Los Angeles. Brązowy medalista mistrzostw świata oraz srebrny medalista mistrzostw Europy w 1984 r. Czterokrotny reprezentant Finlandii na letnich igrzyskach olimpijskich.